# Helvibis chilensis
Espèce
Synonymes
- Formicinoides chilensis Keyserling, 1884

Helvibis chilensis est une espèce d'araignées aranéomorphes de la famille des Theridiidae.

## Distribution
Cette espèce se rencontre au Chili et au Brésil.

## Description
Le mâle décrit par Levi en 1967 mesure 3,5 mm.

## Étymologie
Son nom d'espèce, composé de   et du suffixe latin -ensis, « qui vit dans, qui habite », lui a été donné en référence au lieu de sa découverte.

## Publication originale
- Keyserling, 1884 : Die Spinnen Amerikas II. Theridiidae. Nürnberg, vol. 1, p. 1-222  (texte intégral).